# Ginger e Fred

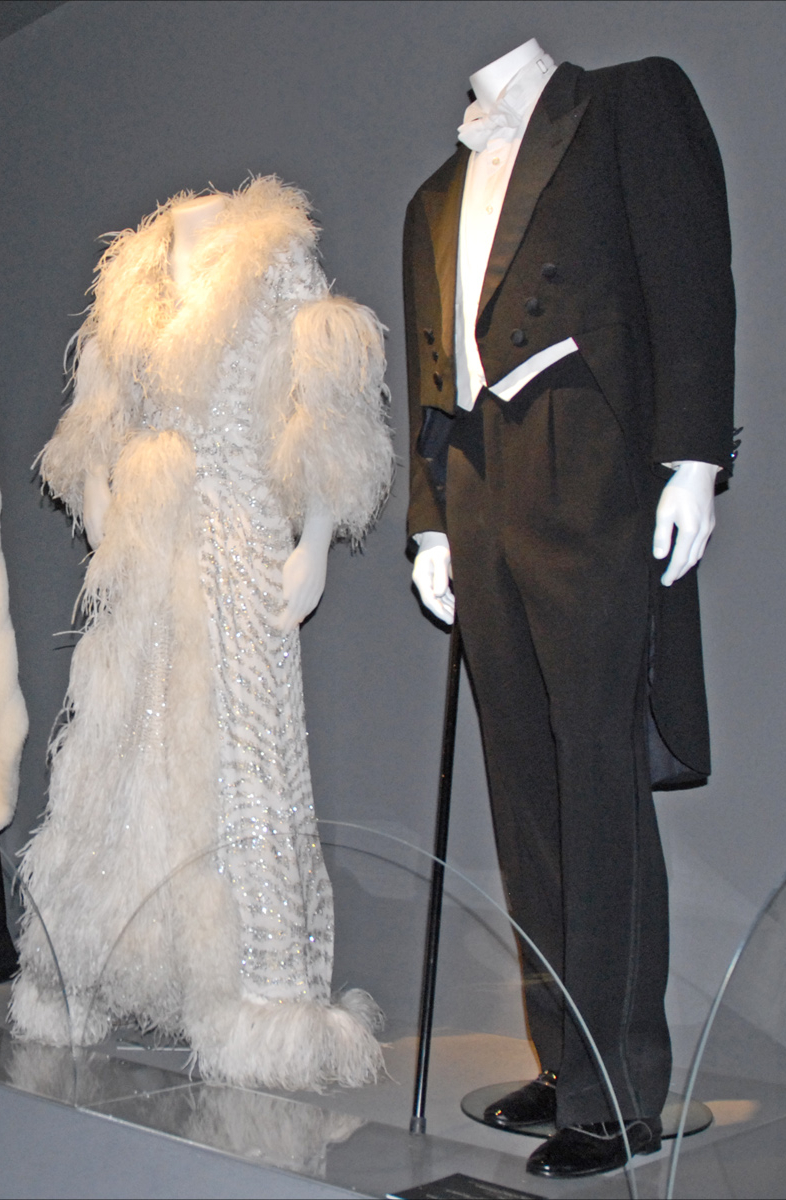
Kostuums gedragen door Giulietta Massina en Marcello Mastroianni in de film Ginger e Fred. De kostuums zijn ontworpen door Danilo Donati

Ginger e Fred is een Italiaans-Frans-Duitse dramafilm uit 1986 onder regie van Federico Fellini.

## Verhaal
Twee bejaarde dansers waren vroeger beroemd, maar ze zijn nu in de vergetelheid geraakt. Ze maken echter nog één laatste televisieoptreden als nummertje in een rariteitenprogramma. De film geldt als een aanklacht tegen menselijke exploitatie door de massamedia.

## Rolverdeling
| Acteur                 | Personage               |
| ---------------------- | ----------------------- |
| Giulietta Masina       | Amelia Bonetti / Ginger |
| Marcello Mastroianni   | Pippo Botticella / Fred |
| Franco Fabrizi         | Presentator             |
| Friedrich von Ledebur  | Admiraal Aulenti        |
| Augusto Poderosi       | Travestiet              |
| Martin Maria Blau      | Regieassistent          |
| Jacques Henri Lartigue | Broeder Gerolamo        |
| Totò Mignone           | Totò                    |
| Ezio Marano            | Intellectueel           |
| Antoine Saint-John     | Man in het verband      |
| Friedrich von Thun     | Ontvoerde industrieel   |
| Antonino Iuorio        | Inspecteur              |
| Barbara Scoppa         | Journaliste             |
| Elisabetta Flumeri     | Journaliste             |
| Salvatore Billa        | Clark Gable             |
| Totò Mignone           | Totò                    |